# Bubia jezik
Bubia jezik (bobe, bobea, bota, ewota, wovea; ISO 639-3: bbx), nigersko-kongoanski jezik iz grupe bantua, kojim govori 600 ljudi (Voegelin and Voegelin 1977) u kamerunskoj provinciji Southwest. Jedan je od sedam jezika podskupine Duala (A.20)
Etnička grupa zove se Bobe. Služe se i dualskim.

## Vanjske poveznice
- Ethnologue (14th)
- Ethnologue (15th)